# 佩爾紹茲瓦尼夫卡 (錫涅利尼科沃區)
48°7′4″N 35°23′55″E / 48.11778°N 35.39861°E
佩爾紹茲瓦尼夫卡（烏克蘭語：Першозванівка），是烏克蘭的村落，位於該國中部第聶伯羅彼得羅夫斯克州，由錫涅利尼科沃區負責管轄，距離別格馬和奧索科里夫卡2公里，海拔高度154米，2001年人口173。